# Tiete
Tiete (portugalsky Rio Tiete) je řeka na jihovýchodě Brazílie. Protéká státem São Paulo. Je 1120 km dlouhá. Povodí má rozlohu 71 900 km².

## Průběh toku
Pramení na severozápadních svazích pohoří Serra do Mar a teče Brazilskou vysočinou, kde vytváří mnoho peřejí a před ústím vodopád Itapura o výšce 22 m. Je levým přítokem řeky Paraná.

## Vodní stav
Průměrný průtok vody na dolním toku činí 620 m³/s. V létě dochází k povodním.

## Využití
V horní části povodí byly vybudovány vodní elektrárny a přehradní nádrže. Na horním toku řeky leží město São Paulo.